# 危情 (電影)
《危情》，1993年5月15日在英屬香港上映的警匪片，但內容因含有裸露場面而上映時被列為三級片。

## 劇情慨要
馮小珍為一名女警，她性格較衝動，一次，一個誤會令她憤怒離去警察局。但在她離開後，兩名警員找她回去，原來是高級警司馬警司要求她接近羅福田搜集他的犯罪證據，珍答應了。
珍用盡辦法終於成功接近羅福田，但是，一次令珍意外暴露身份，上司得知後吩咐珍盡量疏遠福田，本來很是成功，但是，福田卻主動地追求珍，珍受不住誘惑，接受了福田，最後兩人開心地在一起了。
當然，事情並不會這樣簡單，在珍和福田在一次造愛時，福田迷暈了珍，原來福田一早知道珍是臥底，他叫手下強逼珍喝下一些致命的藥物，最後，珍被福田害成為植物人，福田見警察在場，假扮很傷心，但在警察走後，福田漠不關心地和手下離去，全片完。

## 人物角色
| 演員   | 角色   | 粵語配音 | 備註                                                                               |
| 陳雅倫 | 馮小珍 | 何錦華   | 女警；被馬警司派去羅福田那裏做臥底，後愛上了羅福田，被羅福田發現真証身份後被其重傷 |
| 王敏德 | 羅福田 | 朱子聰   | 富家子，實為奸商，和黑社會販賣毒品，被馮小珍接近，後得知其真正身份後重傷之         |
| 黃子揚 | 馬警司 | 張炳強   | 警司；派馮小珍接近羅福田來搜集其犯罪證據                                           |
| 肥媽   | 馮母   | 黃鳳英   | 馮小珍的母親，後與其遇見羅福田                                                     |
| 車保羅 | 張德培 | 高翰文   | 自稱Mark Cheung 馬警司下屬                                                         |
| 施介強 | 龍劍生 |          | 自稱John Lung 馬警司                                                               |

## 外部連結
- 豆瓣电影上《危情》的資料 （简体中文）